# Libnotes quinquegeminata
Libnotes quinquegeminata là một loài ruồi trong họ Limoniidae. Chúng phân bố ở miền Australasia.